# اورووتسی
اورووتسی (به صربی: Urovci) یک منطقهٔ مسکونی در صربستان است که در اوبرنوواتس واقع شده‌است. اورووتسی ۹٫۹۱ کیلومتر مربع مساحت و ۱٬۵۲۱ نفر جمعیت دارد و ۸۰ متر بالاتر از سطح دریا واقع شده‌است.